# Косвож
Косво́ж (рос. Косвож) — річка в Республіці Комі, Росія, права притока річки Мутний, правої притоки річки Вуктил, правої притоки річки Печора. Протікає територією Вуктильського міського округу.
Річка протікає на північ, північний захід, південний захід, захід, північний захід та захід.
Притоки:
- ліва — Сиввож